# Le Mystère Picasso
Le Mystère Picasso ("Het mysterie Picasso") is een Franse documentaire uit 1956 over de Spaanse schilder Pablo Picasso, geregisseerd door Henri-Georges Clouzot.
De 78 minuten durende film toont hoe Picasso schildert voor de cameralens. Hij doet dit door op glazen platen te schilderen, terwijl de camera aan de andere kant van het glas zijn creatieve proces vastlegt. Een Belgische documentaire, Bezoek aan Picasso (1949), pionierde deze techniek al zeven jaar eerder.
Deze beroemde kunstfilm won de Speciale Juryprijs op het Festival van Cannes in 1956. en werd ook buiten competitie getoond op de editie van het festival in 1982.